# Сад «Эрмитаж» на Божедомке
Сад «Эрмитаж» на Божедомке — увеселительный сад в Москве, предшественник «нового» (также «щукинского») сада «Эрмитаж». Пришёл в упадок и был застроен в 1890-х годах.

## Расположение

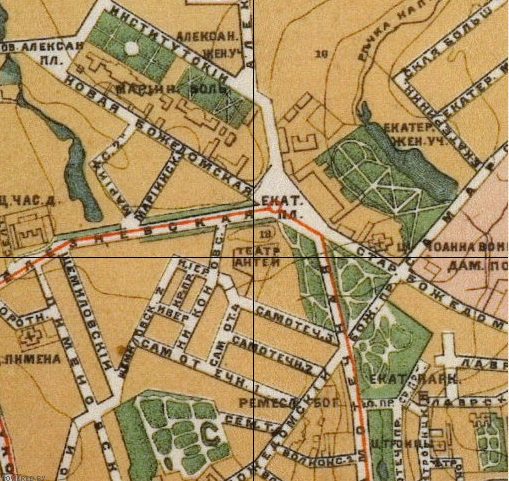
Театр «Антей» в саду Эрмитаж на карте 1907 года (в центре)

Сад располагался на территории Антроповых Ям между нынешней Селезнёвской улицей и 3-м Самотёчным переулком, имел прозвища «на Божедомке» (Старая Божедомка ныне называется улицей Дурова) и «на Самотёке», так что источники расходятся в отношении современного адреса. Современные исследователи обычно считают, что сад был расположен около Селезнёвской улицы. На иллюстрации справа приведено расположение театра «Антей» в саду на карте 1907 года.
По воспоминаниям режиссёра С. А. Попова, «сад занимал площадь в 8 гектаров с двумя проточными прудами, верхний из которых был площадью в 1 гектар».

## История
Сад стал популярен в 1824 году, когда его тогдашний владелец И. Н. Римский-Корсаков открыл его для публичных гуляний. С 1830-х годов вход в сад стал платным.
В 1848—1851 годах в саду работал ресторан «Яр».
В 1876—1892 годах арендатором сада был антрепренёр М. В. Лентовский. По воспоминаниям режиссёра С. А. Попова, постройки в саду делались по рисункам Д. Н. Чичагова, а садом, «с дорожками по склону гор, таинственными беседками, поэтическими скамейками на берегу пруда, лужайками и цветниками» занимался Ф. И. Демюр, главный садовник дворцовых садов Москвы и Нескучного сада.
В 1880 году к маю по проекту Чичагова был построен оперный театр в русском стиле, с электрическим освещением.
Здесь же для Лентовского Ф. О. Шехтелем было построено несколько театральных помещений, включая созданный в 1882 году Фантастический театр в виде причудливых средневековых развалин. Росписи для театра выполнил Н. П. Чехов. Здесь же размещался другой театр Лентовского, «Антей».
По словам Попова, «Своим „Эрмитажем“ Лентовский победил московскую публику: семейная публика, простой народ, аристократы, кокотки, кутящая молодежь и деловые люди — все это по вечерам прямо-таки бежало в „Эрмитаж“, особенно в жаркие летние дни». Однако в финансовом отношении антреприза Лентовского была неуспешной. После разорения Лентовского в 1894 году сад пришёл в упадок и уже в 1890-х годах был застроен; пруды были засыпаны (уцелел лишь Селезнёвский).
Театр в саду безуспешно попытался возродить летом 1903 года Е. Ф. Бауэр, открывший здесь «Новый Театр-буффо и сад Бауэра».